# Беляев, Осип Петрович
О́сип (Ио́сиф) Петро́вич Беля́ев (ок. 1763—1807) — русский писатель и педагог.

## Биография
Сын священника. Учился в Славяно-греко-латинской академии. Согласно указу о пополнении Академического университета семинаристами в марте 1783 года Беляев был переведён в Санкт-Петербург, где продолжил образование, а впоследствии определён на службу. На экзамене Беляев показал, что «нарочито твёрдо» знает основы арифметики и основы греческой грамматики. В совершенстве выучил латынь, неплохо знал французский язык.
В ноябре 1783 года Беляев был произведён в студенты и одновременно определён на службу при Кунсткамере.
21 июля 1784 года назначен в подчинение библиотекаря И. Ф. Буссе надзирателем музея вместо умершего С. Бухвостова. С 1797 Беляев числился унтер-библиотекарем, а в 1800-м исполнял обязанности корректора типографии и преподавателя «верхних и нижних российских классов» Академической гимназии.
С 1804 преподавал в Пажеском корпусе. Умер в чине надворного советника.

## Творчество
Первые стихотворения Беляева стали появляться с 1788 года под псевдонимом «О.Б.». В сборнике представлены подражания легкой поэзии (дружеские и любовные стихи), однако основную часть составляют сатирические притчи, басни и эпиграммы, в которых ощущается влияние А. П. Сумарокова.
Остальные сочинения Беляева носят популярно-исторический характер. Наиболее известен его каталог-путеводитель «Кабинет Петра Великого…» (1793), сохранивший значение первого на русском языке описания личных вещей Петра I, коллекции медалей, монет и прочих экспонатов Кунсткамеры. В описание включены исторические анекдоты и этнографические сведения о народах, представленных в Кунсткамере. Дополненное переиздание «Кабинета…» было осуществлено по личному приказанию Павла I «в пользу автора» в 1800 году. Панегирическое отношение к имп. Петру I ощущается также в составленном Беляевым сборнике анекдотов «Дух Петра Великого <…> и соперника его Карла XII» (1798). Статьи сборника (224 посвящены Петру I, а 40 — Карлу XII) имеют отчетливо сопоставительный смысл, акцент сделан на афористических фразах героев. Анекдоты представляют собой обработку материалов И. И. Голикова, Я. Я. Штелина, сочинений Вольтера («История России в царствование Петра Великого», «История Карла XII» и др.). Изданиями Беляева пользовался А. С. Пушкин при работе над «Историей Петра».
В последние годы жизни Беляев составил историческое описание русских монастырей под заглавием «Зерцало российских монастырей…». Предназначенное к печати в 1806, оно было остановлено Святейшим Синодом, возвращено автору для исправлений, и в свет не вышло.